# Palazzo dei Banchi

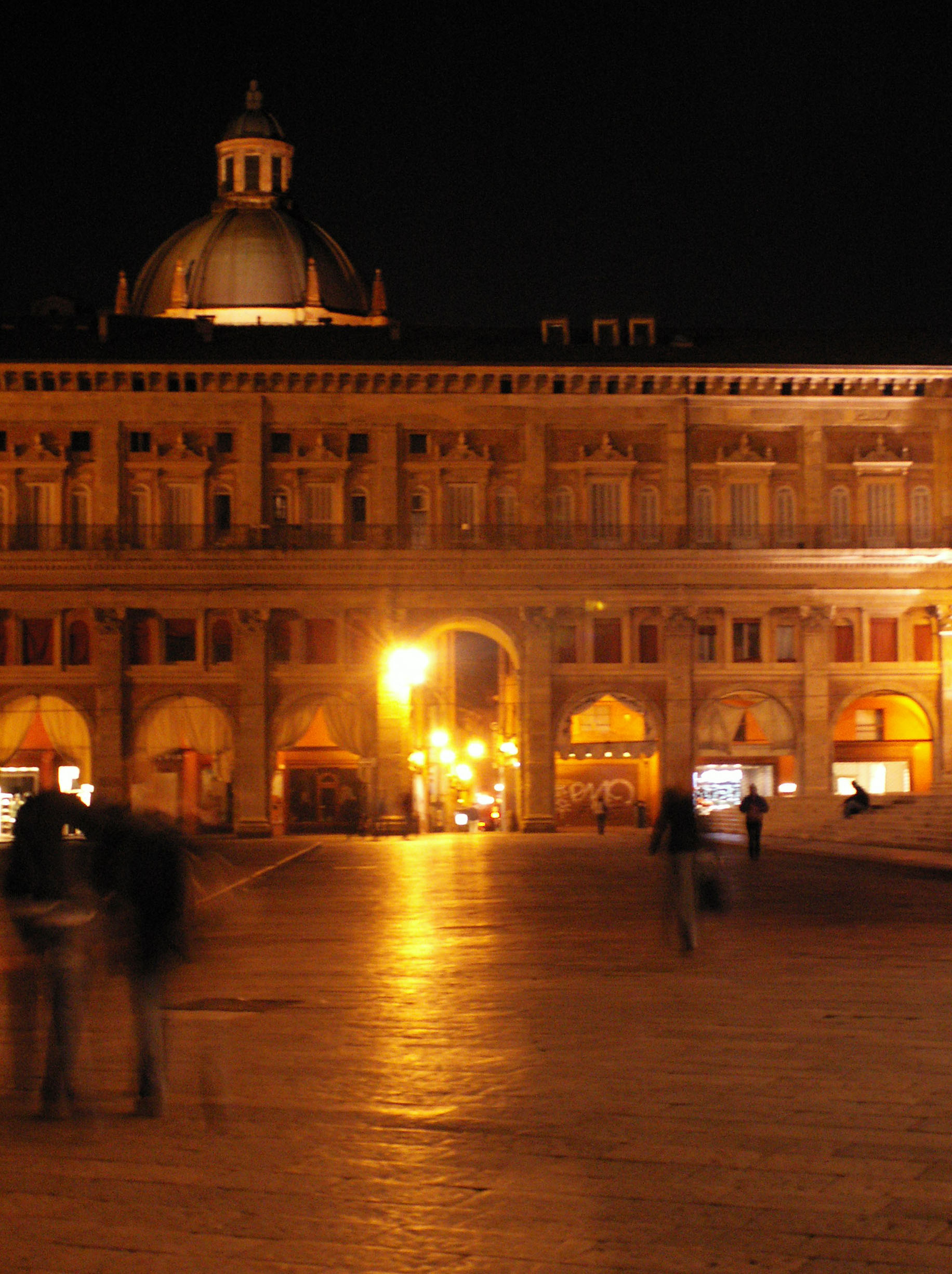
Palazzo dei Banchi sullo sfondo di Piazza Maggiore

Der Palazzo dei Banchi (Palast der Banken) ist ein Gebäude in Bologna aus dem 15. und 16. Jahrhundert.

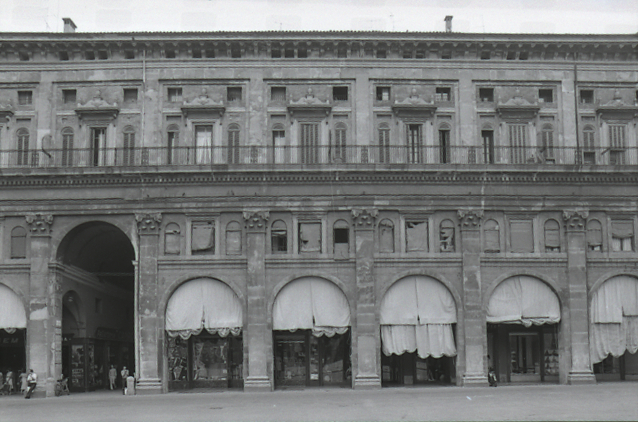
Detail der fassade. Foto von Paolo Monti, 1979.

## Beschreibung
An der Piazza Maggiore seitlich der Basilika San Petronio gelegen, geht sein Name auf die Banken und die Wechselstuben, die im 15. und 16. Jahrhundert hier tätig waren, zurück.
Der Palast wurde 1412 aufgebaut, aber die Ergänzungen der Fassade und der Arkade stammen aus den Jahren 1565 bis 1568 und wurden vom zu jener Zeit berühmten Architekten Jacopo Barozzi, ansonsten als Vignola bekannt, durchgeführt. Von hier aus erstreckt sich der bekannteste Bogengang, der Pavaglione, der die Piazza Maggiore mit dem Palazzo dell’Archiginnasio, dem ältesten Sitz der Universität Bologna, verbindet.
Die Anwendung dieses Bauschemas ermöglicht unter anderem das einzigartige Merkmal der Stadt, dass die Straßenüberquerungen von gewölbten Hallen und von Arkaden bedeckt sind, was schon immer zu den Wahrzeichen Bolognas gezählt wurde.
Der Ausdruck Pavaglione geht auf die Buden der Seidenweber zurück, die an der heutigen Piazza Galvani seit 1449 vor dem Palazzo dell’Archiginnasio ihren Handel ausführten. Dieser offene Markt lag unter einem Zelt, das auf Emilianisch wie pavajàn klingt (vermutlich ein Lehnwort aus dem Französischen pavillon – Halle oder Zelt).
Lange Zeit galt der Pavaglione als der passeggio bene der Stadt, der Treffpunkt der Vornehmeren von Bologna.